# Joanna Atkins
Joanna Atkins (Estados Unidos, 31 de enero de 1989) es una atleta estadounidense especializada en la prueba de 4 x 100 m, en la que consiguió ser campeona mundial en pista cubierta en 2014.

## Carrera deportiva
En el Campeonato Mundial de Atletismo en Pista Cubierta de 2014 ganó la medalla de oro en los relevos de 4 x 100 metros, llegando a meta en un tiempo de 3:24.83 segundos, por delante de Jamaica y Reino Unido (bronce).